# Marina de Saint Helier
La Marina de Saint Helier (en inglés: Saint Helier Marina) es uno de varios puertos deportivos situados en Saint Helier, y es operado por Jersey Harbours. El puerto deportivo se utiliza sobre todo para atracar yates privados utilizando una serie de pontones. Desde 2008, el puerto deportivo ha sido el lugar de celebración de la Feria anual de barcos de Jersey.
El puerto deportivo está encerrado en el lado oeste con el muelle de Albert, que fue construido a partir de 1846. En 2004, la escultura de la aguja en el muelle, conmemora el Jubileo de Oro de la Reina Isabel II, que fue inaugurado por su hijo el príncipe Carlos en su visita a la isla.